# Evangelho de Maria

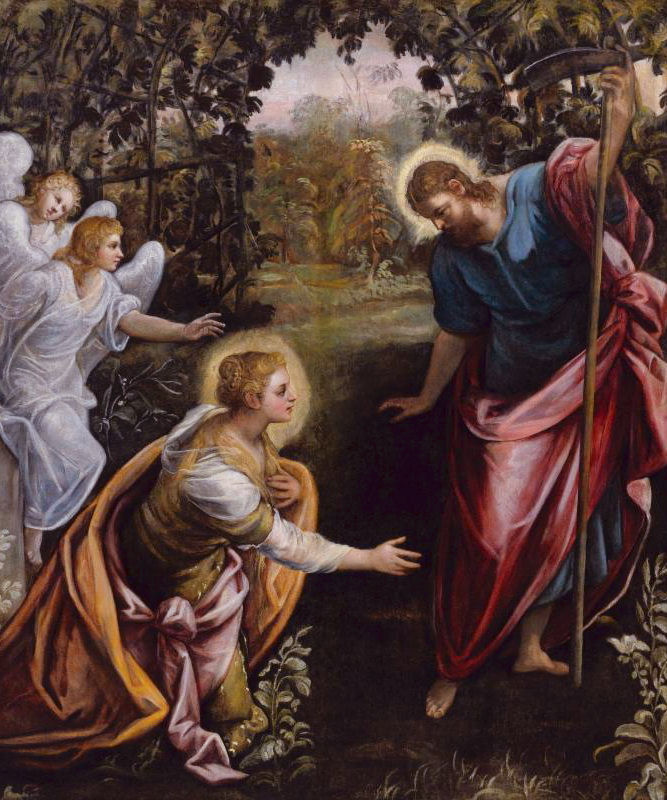
Noli me tangere.
Por Tintoretto.

O Evangelho de Maria Madalena é um texto gnóstico encontrado no Codex Akhmin, que foi adquirido pelo Dr. Carl Rheinhardt na cidade do Cairo em 1896.

## História do Evangelho
O evangelho somente foi publicado em 1955, após o aparecimento da Biblioteca de Nag Hammadi. Os outros textos do Codex Akhmim também constavam entre os de Nag Hammadi, mas não este Evangelho. Nesta cópia única conhecida do texto, faltam as páginas 1 a 6 e 11 a 14. Tem sido sugerido por especialistas tratar-se de um evangelho de Maria de Magdala e, assim, passou a ser conhecido por esse nome, pelo fato de seu último nome ser mencionado no texto. A favor dessa interpretação teríamos o fato de, nos evangelhos sinóticos, ela constar como a discípula que mais de perto seguiu a Jesus e aquela a quem Jesus teria aparecido primeiro após sua ressurreição.
O texto sobrevive em dois fragmentos gregos do século III e numa tradução mais longa para o copta datada do século V, nos quais o testemunho de uma "mulher" precisou pela primeira vez ser defendido.
Todos esses manuscritos foram, primeiro descobertos e depois publicados entre 1938 e 1983, mas existem referências patrísticas ao Evangelho de Maria tão antigas como do século III.

## Conteúdo do Evangelho

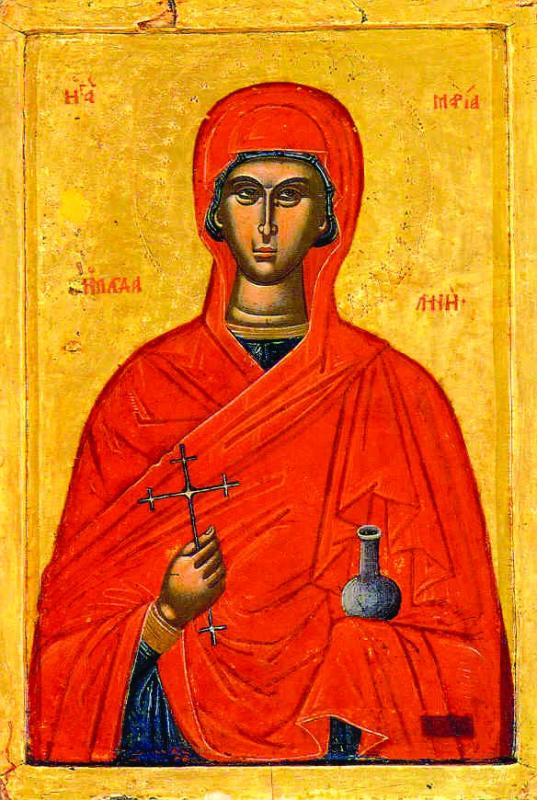
Maria Madalena.

No texto fragmentado, os discípulos fazem perguntas sobre o Salvador elevado e recebem respostas.
Depois eles se lamentam, dizendo: "Como poderemos ir aos gentios e pregar o Evangelho do Reino do Filho do Homem? Se nem Ele foi poupado, como o seremos nós?" E Maria os incita a ter coragem: "Vamos antes louvar sua grandeza, pois Ele nos preparou e tornou-nos homens." Depois ela traz uma visão do Salvador que ela tinha tido e relata a sua conversa com Ele, o que mostra influências Gnósticas.
A visão dela não encontra aprovação universal:
"Mas André respondeu e disse aos irmãos, 'Digam o que vocês pensam com respeito ao que ela disse. Pois eu não acredito que o Salvador tenha dito isso. Pois certamente tais ensinamentos são de outras idéias.' "
"Pedro também se opôs a ela com relação a esses assuntos e perguntou-lhes sobre o Salvador. 'Teria ele, então, falado secretamente a uma mulher de preferência a nós e não abertamente? Devemos nós voltar e escutá-la? Terá Ele preferido ela a nós?' "

## Implicações do Evangelho
Uma grande parte do fundamento é expresso como um diálogo entre Maria e os discípulos onde Maria é a pessoa que responde às perguntas. Após a partida de Jesus, conforme o texto, a autoridade da igreja foi dada a Maria Madalena, indicando que o texto se tenha originado em uma corrente que tinha em Maria sua fundadora e a considerava mais importante que os outros apóstolos.[carece de fontes?] Parte desse favorecimento da única discípula conhecida pode ter sido devido à sua habilidade como mulher de representar a importante figura de companhia feminina de Cristo, conforme o evangelho gnóstico mostra.[carece de fontes?]

## Sophia
Quem se debruça sobre esse Evangelho há de ter em conta a natureza gnóstica da obra (a exemplo dos Evangelhos de Felipe e Tomé) e que ela muito provavelmente reflete conflitos de seu tempo. É também provável (como o admitem vários pesquisadores) que a obra seja uma colagem de dois textos. O segundo texto exibe o confronto entre Pedro e Maria (supostamente Madalena), refletindo a tensão entre os gnósticos e um certo cristianismo "masculinizado", em fase de consolidação. Nesse cristianismo que se fará "católico", a figura emblemática de Pedro já se ergue para respaldar a primazia do Bispo de Roma (que há de se chamar Papa).
Há dois detalhes no exame desse Evangelho que cumpre destacar:
1. Madalena é mostrada como uma discípula do Mestre (na verdade, o nome Jesus também não é explicitado), em condição até superior a dos demais discípulos, porque logra entender certos ensinamentos que Pedro e seus companheiros não conseguem captar. Mas, ao contrário do que se lê nos Canônicos, onde a condição de Apóstolo decorre de conviver com Jesus, Maria a conquista por uma "via paulina": é através de uma visão que ela é distinguida pelo Mestre.
2. Os ensinamentos secretos que ela recebe do Mestre constituem uma autêntica "aula de Gnosticismo" , atestando que longe de pretender ser um relato de fatos, a obra é essencialmente proselitista.

Sendo a Gnose uma doutrina que se expressa, amiúde, por símbolos, haveria razões para se admitir que a figura feminina desse Evangelho, que guarda traços da Madalena dos Canônicos, encarna o conceito de Sophia (que, em Felipe é chamada de "a estéril"), mais precisamente a centelha anímica existente em cada ser humano, e única capaz de se comunicar com os planos espirituais, para receber a verdadeira Gnose libertadora. (Pistis Sophia).[carece de fontes?]

## O Evangelho Segundo Maria Madalena
Salvador disse: "Todas as espécies, todas as formações, todas as criaturas estão unidas, elas dependem umas das outras, e se separarão novamente em sua própria origem. Pois a essência da matéria somente se separará de novo em sua própria essência. Quem tem ouvidos para ouvir que ouça."
Pedro lhe disse: "Já que nos explicaste tudo, dize-nos isso também: o que é o pecado do mundo?" Jesus disse: "Não há pecado ; sois vós que os criais, quando fazeis coisas da mesma espécie que o adultério, que é chamado 'pecado'. Por isso Deus Pai veio para o meio de vós, para a essência de cada espécie, para conduzi-la a sua origem."
Em seguida disse: "Por isso adoeceis e morreis [...]. Aquele que compreende minhas palavras, que as coloque em prática. A matéria produziu uma paixão sem igual, que se originou de algo contrário à Natureza Divina. A partir daí, todo o corpo se desequilibra. Essa é a razão por que vos digo: tende coragem, e se estiverdes desanimados, procurais força das diferentes manifestações da natureza. Quem tem ouvidos para ouvir que ouça."
Quando o Filho de Deus assim falou, saudou a todos dizendo: "A Paz esteja convosco. Recebei minha paz. Tomai cuidado para ninguém vos afaste do caminho, dizendo: 'Por aqui' ou 'Por lá', Pois o Filho do Homem está dentro de vós. Segui-o. Quem o procurar, o encontrará. Prossegui agora, então, pregai o Evangelho do Reino. Não estabeleçais outras regras, além das que vos mostrei, e não instituais como legislador, senão sereis cerceados por elas." Após dizer tudo isto partiu.
Mas eles estavam profundamente tristes. E falavam: "Como vamos pregar aos gentios o Evangelho ao Reino do Filho do Homem? Se eles não o pouparam, vão poupar a nós?" Maria Madalena se levantou, cumprimentou a todos e disse a seus irmãos: "Não vos lamentais nem sofrais, nem hesiteis, pois sua graça estará inteiramente convosco e vos protegerá. Antes, louvemos sua grandeza, pois Ele nos preparou e nos fez homens." Após Maria ter dito isso, eles entregaram seus corações a Deus e começaram a conversar sobre as palavras do Salvador.
Pedro disse a Maria:"Irmã, sabemos que o Salvador te amava mais do que qualquer outra mulher. Conta-nos as palavras do Salvador, as de que te lembras, aquelas que só tu sabes e nós nem ouvimos."
Maria Madalena respondeu dizendo: "Esclarecerei a vós o que está oculto." E ela começou a falar essas palavras: "Eu", disse ela, "eu tive uma visão do Senhor e contei a Ele: 'Mestre, apareceste-me hoje numa visão'. Ele respondeu e me disse: 'Bem aventurada sejas, por não teres fraquejado ao me ver. Pois, onde está a mente há um tesouro'. Eu lhe disse: 'Mestre, aquele que tem uma visão vê com a alma ou como espírito?' Jesus respondeu e disse: "Não vê nem com a alma nem com o espírito, mas com a consciência, que está entre ambos - assim é que tem a visão [...]."
E o desejo disse à alma: 'Não te vi descer, mas agora te vejo subir. Por que falas mentira, já que pertences a mim?' A alma respondeu e disse:'Eu te vi. Não me viste, nem me reconheceste. Usaste-me como acessório e não me reconheceste.' Depois de dizer isso, a alma foi embora, exultante de alegria. "De novo alcançou a terceira potência , chamada ignorância. A potência, inquiriu a alma dizendo: 'Onde vais? Estás aprisionada à maldade. Estás aprisionada, não julgues!' E a alma disse: ' Por que me julgaste apesar de eu não haver julgado? Eu estava aprisionada; no entanto, não aprisionei. Não fui reconhecida que o Todo se está desfazendo, tanto as coisas terrenas quanto as celestiais.' "Quando a alma venceu a terceira potência, subiu e viu a quarta potência, que assumiu sete formas. A primeira forma, trevas,; a segunda , desejo; a terceira, ignorância,; a quarta, é a comoção da morte; a quinta, é o reino da carne; a sexta, é a vã sabedoria da carne; a sétima, a sabedoria irada. Essas são as sete potências da ira. Elas perguntaram à alma: ´De onde vens, devoradoras de homens, ou onde vais, conquistadora do espaço?' A alma respondeu dizendo: ' O que me subjugava foi eliminado e o que me fazia voltar foi derrotado..., e meu desejo foi consumido e a ignorância morreu. Num mundo fui libertada de outro mundo; num tipo fui libertada de um tipo celestial e também dos grilhões do esquecimento, que são transitórios. Daqui em diante, alcançarei em silêncio o final do tempo propício, do reino eterno'."
Depois de ter dito isso, Maria Madalena se calou, pois até aqui o Salvador lhe tinha falado. Mas André respondeu e disse aos irmãos:"Dizei o que tendes para dizer sobre o que ela falou. Eu, de minha parte, não acredito que o Salvador tenha dito isso. Pois esses ensinamentos carregam idéias estranhas". Pedro respondeu e falou sobre as mesmas coisas. Ele os inquiriu sobre o Salvador:"Será que ele realmente conversou em particular com uma mulher e não abertamente conosco? Devemos mudar de opinião e ouvirmos ela? Ele a preferiu a nós?" Então Maria Madalena se lamentou e disse a Pedro: "Pedro, meu irmão, o que estás pensando? Achas que inventei tudo isso no mau coração ou que estou mentindo sobre o Salvador?" Levi respondeu a Pedro: "Pedro, sempre fostes exaltado. Agora te vejo competindo com uma mulher como adversário. Mas, se o Salvador a fez merecedora, quem és tu para rejeitá-la? Certamente o Salvador a conhece bem. Daí a ter amado mais do que a nós. É antes, o caso de nos envergonharmos e assumirmos o homem perfeito e nos separaremos, como Ele nos mandou, e pregarmos o Evangelho, não criando nenhuma regra ou lei, além das que o Salvador nos legou."
Depois que Levi disse essas palavras, eles começaram a sair para anunciar e pregar.